# Riccardo III di Gaeta
Riccardo III di Gaeta (... – 1140), noto anche come Riccardo di Caleno, fu un barone normanno della prima metà del XII secolo, conte di Carinola e ultimo duca indipendente di Gaeta (1121-1140).

## Biografia
Riccardo era figlio di Bartolomeo di Carinola, membro della potente famiglia Drengot, l'unica in grado di rivaleggiare realmente nell'Italia meridionale con la dinastia degli Altavilla. A partire dal 1112, fu reggente del nipote Gionata, giovane duca di Gaeta, e gli succedette alla sua morte prematura nel 1121.
Nel 1118, prestò omaggio a papa Gelasio II, originario di Gaeta e rifugiato nella sua città natale, perseguitato dalle truppe dell'imperatore germanico Enrico V.
Nel 1129, Riccardo firmò un trattato di alleanza con il duca Sergio VII di Napoli.
Indipendente fino al 1135, Riccardo fu costretto a prestare omaggio (latino:|| legium hominium et ligiam fedelitatem) al re Ruggero II di Sicilia, nonché ai due figli di quest’ultimo, i principi Ruggero, duca di Puglia, e Alfonso, principe di Capua.
Diventato vassallo del re Ruggero, il suo ducato passò, alla sua morte, al duca Ruggero di Puglia.